# المپیا (مانه)
المپیا نقاشی رنگ روغنی اثر ادوار مانه است که در سال ۱۸۶۳ کامل شد و نخستین بار در ۱۸۶۵ میلادی در سالن پاریس به نمایش درآمد. نمایش المپیا بسیار شوکّه‌کننده و بحث‌برانگیز بود چرا که نشان‌دهندهٔ زن برهنه‌ای بود که با نگاهی خیره به بیننده می‌نگریست. همچنین جزئیاتی در تابلو وجود داشت که او را به عنوان یک تن‌فروش نشان می‌داد.
زن خدمتکار در این اثر، لور مدل هنری مانه بود.
المپیا اکنون در موزه اورسی پاریس نگهداری می‌شود.

## توصیف
المپیا، تبلور یک روسپی کاملاً برهنه است که گل ارکیده‌ای در مویش دارد و به غیر از روبانی مشکی به دور گردنش و یک دمپایی پاشنه‌بلند بر پای چپش، چیز دیگری بر تن ندارد. خدمتکار سیاهپوست او در کنارش ایستاده است و سبد گلی در دست دارد که زن برهنه به آن بی‌توجه است و در عوض به روبرویش خیره شده است. در پایین پای زن برهنه گربه سیاهی ایستاده است. زن برهنه مانند نقاشی ونوس اوربینو اثر تیتیان دست چپش را روی پایش قرار داده است اما اندکی لاغرتر از زن تصویر شده در آن نقاشی است که همین موضوع او را جوان‌تر نشان می‌دهد.

## نگارخانه

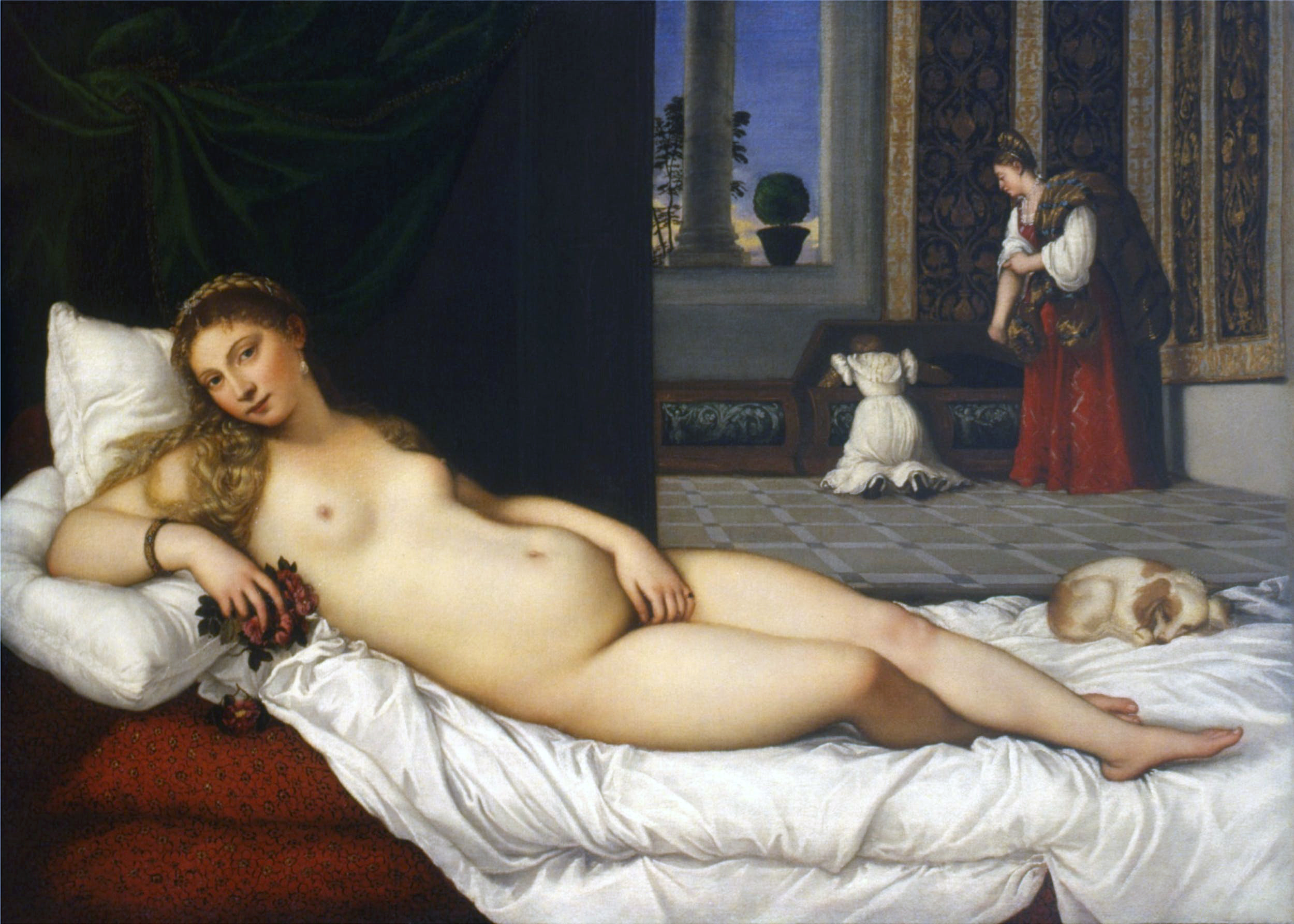
نقاشی «ونوس اوربینو» (۱۵۳۸)، اثر تیتیان
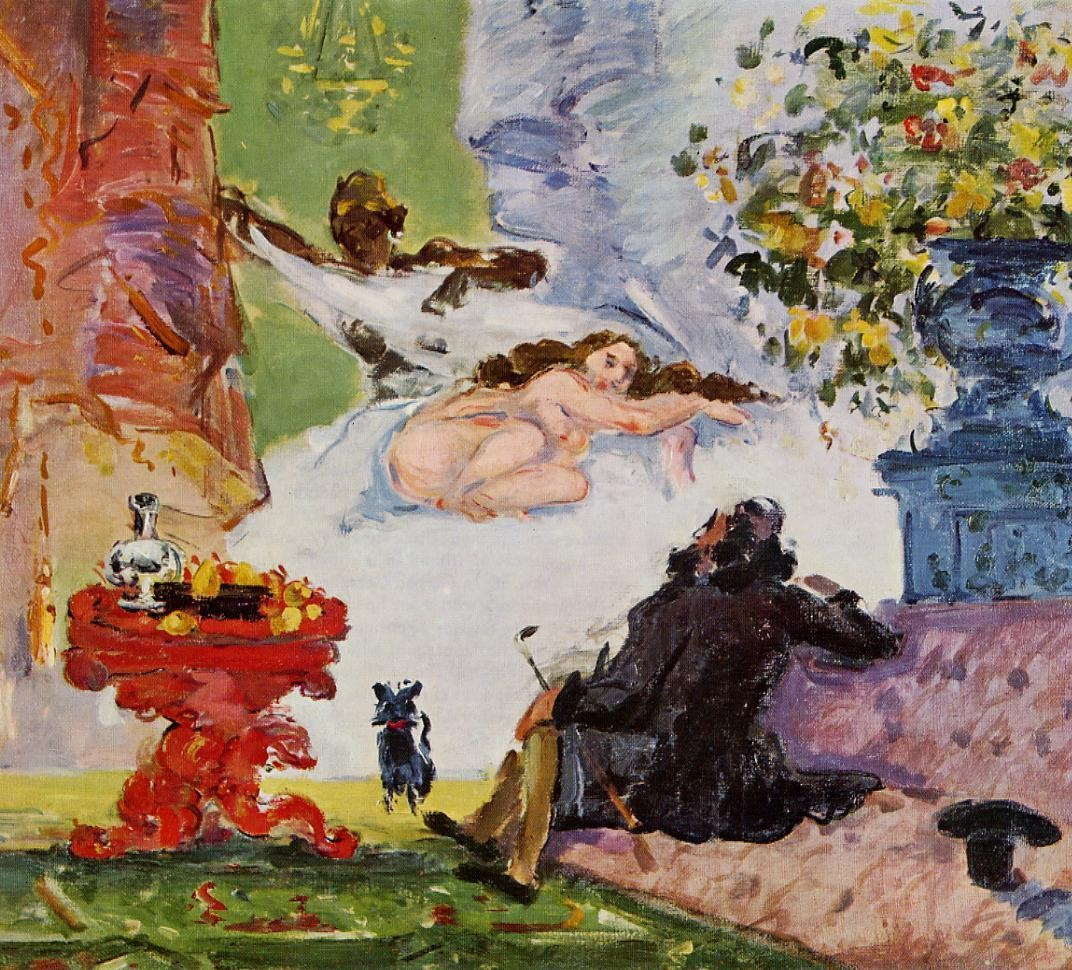
المپیای مدرن اثر پل سزان حدود ۱۸۷۳/۱۸۷۴